# WORK-IX
WORK-IX war der Name eines Internet-Knotens in Hamburg. 2006 war er einer von 12 Internet-Knoten in Deutschland. Er wurde 2007 von der DE-CIX übernommen und wird seit 2012 als DE-CIX Hamburg vermarktet.

## Entwicklung
Der WORK-IX war ursprünglich ein Projekt des Hamburger Internet Service Providers n@work. Er ist seit 2002 im Betrieb und diente als Nachfolge des damals eingestellten INX-HH. Im August 2007 übernahm die DE-CIX Management GmbH mit Sitz in Köln den Betrieb und die Vermarktung des WORK-IX. Zum Zeitpunkt der Übernahme durch DE-CIX waren neben 30 lokale Internetserviceprovider auch größere wie die Freenet AG, HanseNet und Cogent Communications angeschlossen. Seitdem haben sich neue Kunden wie Google, Lambdanet und Versatel für einen Anschluss an den WORK-IX entschieden. Seit Ende 2012 wird WORK-IX als DE-CIX Hamburg vermarktet.

## Technik
Die Switch-Infrastruktur ermöglicht ISPs kostenfrei Daten auszutauschen („Peering“). Die Anschaltung der Kunden erfolgte über Ethernet-Ports mit Bandbreiten zwischen 100 Mbit/s und 100 Gbit/s. Dazu wird (Stand Anfang 2018) die sogenannte Apollon-Plattform eingesetzt.
Die Switches werden in den Rechenzentren der Firma n@work und Incolocate betrieben, die sich in Hamburg-Hamm im Bürozentrum Luise (Wendenstraße 379) befinden. In dem Haus sind weitere Rechenzentren untergebracht, da der Standort einer der wichtigsten Netzknoten der Hansestadt ist, in dem alle großen Carrier vertreten sind.